# Öndbo
Öndbo är en by i Östervåla socken, Heby kommun.
Ändbo omtalas i dokument första gången 1326 ("øndabodhæ"). 1326 testamenterade Mats Kettilmundsson Öndbo till sin hustru Adelheid. 1357 bytte Magnus Gislesson till sig 2 öresland jord i Öndbo. Under 1500-talet upptas Öndbo i jordeboken som ett frälsehemman under Aspnäs gård. Förleden är det fornsvenska mansnamnet Önd.
Bland bebyggelser på ägorna märks Andersbo, dokumenterat sedan 1700-talet. Det räknades ursprungligen till Öndbo men ligger nu på den Stora tillhöriga Bergslagsskogen. Jöns-Ers är en försvunnen gård invid den nuvarande gården, enligt uppgift skall den ha övergetts redan på 1600-talet. Norrbo är ett torp dokumenterat första gången på 1600-talet. Det räknades förs som oskattlagt torp under Aspnäs, senare till Öndbo, och ingår nu i Bergslagsskogens ägor.